# Ten Nights in a Bar Room (film 1911)
Ten Nights in a Bar Room è un cortometraggio muto del 1911 diretto da Francis Boggs.

## Produzione
Il film fu prodotto dalla Selig Polyscope Company.

## Distribuzione
Distribuito dalla General Film Company, il film uscì diviso in due parti: la prima il 12 giugno, la seconda il 13 giugno 1911. Il film ha anche un titolo alternativo, Ten Nights in a Barroom .